# ヒシミラクル
ヒシミラクル（欧字名:Hishi Miracle、1999年3月31日 - ）は、日本の競走馬、種牡馬。
2003年のJRA賞最優秀父内国産馬である。2002年の菊花賞（GI）、2003年の天皇賞（春）および宝塚記念（GI）を優勝した。

## 経歴

### デビューまで

#### 誕生までの経緯
シュンサクヨシコは、1992年に北海道三石町の大塚牧場で生産された、父シェイディハイツの牝馬である。日本における牝系は、1907年の小岩井農場の基礎輸入牝馬20頭のうちの1頭・ヘレンサーフに始まるものに属する。シュンサクヨシコの4代母には、大塚牧場生産馬で1969年の菊花賞を制したアカネテンリュウの母・ミチアサがいた。牧場当主の大塚信太郎は、シュンサクヨシコを「体型的に繁殖向き」であると見抜き、牧場の将来の繁殖牝馬にすることを決意。美浦トレーニングセンターの田子冬樹調教師に預けられ、競走馬デビューしたものの、3戦に出走させたのみで大塚牧場に戻り、繁殖牝馬となった。大塚牧場は、輸入繁殖牝馬の導入を嫌い、牧場の在来牝系を保護、重視する方針にあり、繋養する繁殖牝馬65頭のうち6、7頭をミチアサの牝系が占めていた。大塚はシュンサクヨシコを、その6、7頭の中でも「（ミチアサ系の）傍流」であると捉えており、後に「シュンサクヨシコからクラシックホースが生まれるとは思わなかったね。」と述べている。
初年度は、コマンダーインチーフと交配し、1997年に牡馬を生産。2年目は、ラグビーボールと交配し、牝馬を生産。3年目の交配は、大塚は「コンスタントに走る産駒を出すわけではないが、ときどきポンと走る仔が出る。それで選んだんだ。」として、サッカーボーイを選択。大塚牧場のサッカーボーイ産駒では、サウンドバリヤーが1995年の愛知杯（GIII）を勝利した過去があった。

#### 幼駒時代
1999年3月31日、北海道三石町の大塚牧場にて、シュンサクヨシコの3番仔である芦毛の牡馬が誕生する。仔は、牧場での育成中の評価は高かったが、見栄えのしづらい芦毛であることから買い手がつかなかった。そのため2001年5月14日の、日高軽種馬農業協同組合トレーニングセールに上場され、冠名「ヒシ」を用いる阿部雅一郎が税別650万円で落札した。阿部はこのセリに、ヒシマサルやヒシアケボノを管理した栗東トレーニングセンター所属の佐山優調教師をお供させており、阿部が「この馬、どう」と佐山に聞くと「いいんじゃないですか」と返答があったことから、入札に至った。阿部は落札した3番仔に「ヒシミラクル」という競走馬名を与え、佐山厩舎に預けられた。

### 競走馬時代

#### 条件馬時代（2歳8月 - 3歳9月）
2001年8月11日、小倉競馬場の新馬戦（芝1200メートル）でデビューし7着。騎乗した角田が「もう少し距離が延びていいタイプ」と評したが、その後3戦1200メートルの未勝利戦に臨み、いずれも着外となる。5戦目からは、距離を伸ばして1800メートルから2000メートルに出走。5戦目で初入着、6戦目で初連対を果たした。7戦目と8戦目の間は、橈骨の骨膜炎のため5か月間の休養もあった。初連対から3連敗を経験して臨んだ10戦目、2002年5月26日の未勝利戦（芝2000メートル）にて、後方に3馬身差をつけて初勝利を挙げた。
その後は、条件戦に5回出走してすべて3着以内、500万円以下と1000万円以下を勝利して出世する。500万円以下は、初戦のぶっぽうそう特別でハナ差の2着。続く6月2日の売布特別で、後方に5馬身差をつけて2勝目を挙げ、2戦で突破。1000万円以下は、2度の3着を経て、9月8日の野分特別で半馬身差をつけて3勝目を挙げ、3戦で突破した。この野分特別の勝利を機に佐山は、目標を菊花賞出走に定めるようになった。9月22日、菊花賞のトライアル競走である神戸新聞杯（GII）7番人気で、重賞初出走。スタートから後方を追走し、直線は大外に持ち出すも伸びず6着。上位3頭までに与えられる菊花賞の優先出走権を得ることができなかった。

#### 菊花賞（3歳10月）
優先出走権もなく、賞金の面でも菊花賞出走が厳しい状況にあったが、佐山は、菊花賞の出走登録を強行する。クラシック出走に必要な「クラシック登録」をしていなかったが、佐山は阿部に黙って独断で、追加登録料200万円を支払ってしまった。出走登録を行ったのは、フルゲートの18頭を超過。ヒシミラクルと同じ1000万円以下相当は8頭で、出走ボーダーラインをまたいで存在。うち3頭が出走可能だった。8分の3を決める抽選が行われ、ヒシミラクルは当選し出走が実現する。東京優駿（日本ダービー）の優勝馬タニノギムレットが屈腱炎により引退、2着馬のシンボリクリスエスが天皇賞（秋）に向かう中、皐月賞優勝馬のノーリーズンが単勝オッズ2.5倍の1番人気に推された。骨折復帰直後のセントライト記念2着となったアドマイヤマックスが4.8倍、東京優駿4着のメガスターダムが9.1倍と続いていたが、ヒシミラクルは、36.6倍の10番人気であった。
1枠2番からスタートして、中団後方に位置。1番人気ノーリーズンはスタート直後に競走中止している。前方では2頭がハナを争い、ハイペースとなっていた。ヒシミラクルは、2周目の向こう正面で外から進出し、第3コーナーの坂の上り下りを利用し逃げ馬など先行勢を吸収。同じように動いたメガスターダム、ヤマノブリザードとともに先頭で最終コーナーを通過した。早めに仕掛けられたヒシミラクルは、他2頭を下して直線で抜け出した。後方大外から追い込んできた16番人気ファストタテヤマに寸前で並ばれて入線。ヒシミラクルがハナ差退けており、GI初勝利となった。この勝利によって一部では「 脅威の上がり馬 」と呼ばれる。佐山にとってはこれがクラシック初勝利であった。角田は、前年の菊花賞で1番人気ジャングルポケットに騎乗して4着敗退。これをきっかけに主戦を降板した経験もあり、自身にとって1年越しの勝利となった。また「2000よりは3000、神戸新聞杯前から菊花賞なら5着以内に入るだろうと思っていた馬なので、距離の不安はありませんでした（中略）古馬になれば長い所のレースもいっぱいあるので、これから先が楽しみです（後略）」と振り返っている。
その後、暮れの有馬記念（GI）11着。古馬となった2003年、阪神大賞典（GII）で始動し12着、中1週で産経大阪杯（GII）に出走し7着。3連敗となる。

#### 天皇賞（春）（4歳5月）
産経大阪杯から1カ月後の5月4日、天皇賞（春）（GI）に出走。出走馬18頭のうち、GI優勝馬はヒシミラクルとダンツフレームのみであり、河村清明によれば「層がかなり薄い」メンバー構成だったという。しかしヒシミラクルは、単勝オッズ16.1倍の7番人気に留まり、直前の阪神大賞典で初重賞勝利を果たしたダイタクバートラムや、金鯱賞優勝馬ツルマルボーイ、中山金杯優勝馬で一昨年の菊花賞2着馬トーホウシデンなどよりも軽視される存在となっていた。
スタートから後方を追走。菊花賞と同じように京都の第3コーナー、坂の上り下りを利用して追い上げ、先行集団に取り付いて最終コーナーを通過した。直線まもなく、すべてかわし、後続の追い上げを振り切り、先頭で入線。後方に半馬身差をつけてGI2勝目。『優駿』には「菊花賞の再現ともいえるレース運び」と評された。
1998年メジロブライト以来となる父内国産馬による天皇賞（春）優勝。前走7着からの優勝は、天皇賞（春）史上最も大きな巻き返しとなった。角田は「大阪杯で負けはしましたが、いい負け方というか、次につながるレースをしてくれたので自信は持っていました。成績が成績なだけにやっぱり人気はありませんでしたが、1番人気より1着ですね。」と述べている。その後、佐山は、持続力のある末脚を活かせるような直線コースの長い東京競馬場の安田記念参戦を目指すと宣言。しかし、疲労の面でそれを断念し、宝塚記念に進んだ。

#### 宝塚記念（4歳6月）
6月29日、宝塚記念（GI）に出走する。年度代表馬シンボリクリスエスや、GI級6勝のアグネスデジタル、前年の優勝馬ダンツフレーム、タップダンスシチー、ツルマルボーイなどの古馬が揃い、さらにこの年の春のクラシック二冠馬・ネオユニヴァースが出走を表明。当日の阪神競馬場には前年比35パーセント増となる7万6944人が集結。前年比49パーセント増の270億2万3900円が勝ち馬投票券に投じられるなど注目が集まり、「宝塚記念史上、最高のメンバー」（『優駿』編集部）とも称された。

レース前日の土曜日にある人物の大口投票により（後述、ヒシミラクル#"ミラクル"おじさん）、一時単勝オッズが1.7倍を示したが、当日の最終的な人気は、16.3倍の6番人気であった。上位人気には、この年の始動戦となったシンボリクリスエスが2.1倍、ネオユニヴァースが4倍、アグネスデジタルが6倍、タップダンスシチーが9倍と続いていた。ヒシミラクルは、これまでの重賞勝ち鞍が3000メートル超のみであることから、長距離向きと認識されており、大口投票が存在したにもかかわらず、GI未勝利馬のダイタクバートラム（5番人気）よりも低い評価となるなど、2200メートル参戦は歓迎されていなかった。
スタートから中団馬群の後方に位置。向こう正面から角田が盛んに促して、第3コーナーでは外から進出したが、先頭が数馬身前にいる8番手で最終コーナーを通過した。直線では、先に抜け出したシンボリクリスエスやタップダンスシチーが先頭を争い、その数馬身後ろのヒシミラクルはその外から追い込み、脚が鈍る先頭2頭を末脚で以てかわした。抜け出したものの、直後に大外からツルマルボーイが接近。馬体を併せられたものの、クビ差だけ先着して入線し、GI3勝目を挙げた。
同じ年の天皇賞（春）と宝塚記念をいずれも勝利したのは、2000年テイエムオペラオー以来3年ぶり9頭目。菊花賞優勝馬の宝塚記念勝利は、1996年マヤノトップガン以来7年ぶり5頭目。さらに、父内国産馬の勝利は、1993年メジロマックイーン以来10年ぶり10頭目であった。角田は「厳しいレースになるだろうと思っていたし、半信半疑なところもありましたが、自身をもって騎乗して結果を出せたらいいなと考えていました。（中略）このメンバーを相手に勝てたことが嬉しいです。（中略）長距離馬と言われてますが、これからは中距離でも楽しみになりました。」。佐山は「ゴールした瞬間は、本当に勝ったのか信じられなかったですね。（中略）今日の勝因はまず角田くん〔ママ〕の好騎乗でしょう」と述懐している。

#### 繋靭帯炎発症 - 引退（4歳秋 - 6歳春）
夏休みを経て、秋は10月12日の京都大賞典（GII）で始動、2番人気に推される。1番人気タップダンスシチーが逃げる中、2番手を追走。直線で追い上げたが、タップダンスシチーには届かず、1馬身4分の1差の2着。敗戦とはいえ、休養明けの2着に佐山と角田には笑顔があったという。しかし、レース後に歩様が乱れ、右前脚が腫れてしまった。精密検査を受け、10月15日に右前繋靭帯炎の発症が判明、年内出走不能となった。
約1年の休養を経て、2004年10月に復帰。5戦走るが5連敗、5連敗に到達した2005年5月の天皇賞（春）の直後に右前繋靭帯炎の再発が認められ、競走馬を引退。5月20日付でJRAの競走馬登録を抹消する。

### 種牡馬時代

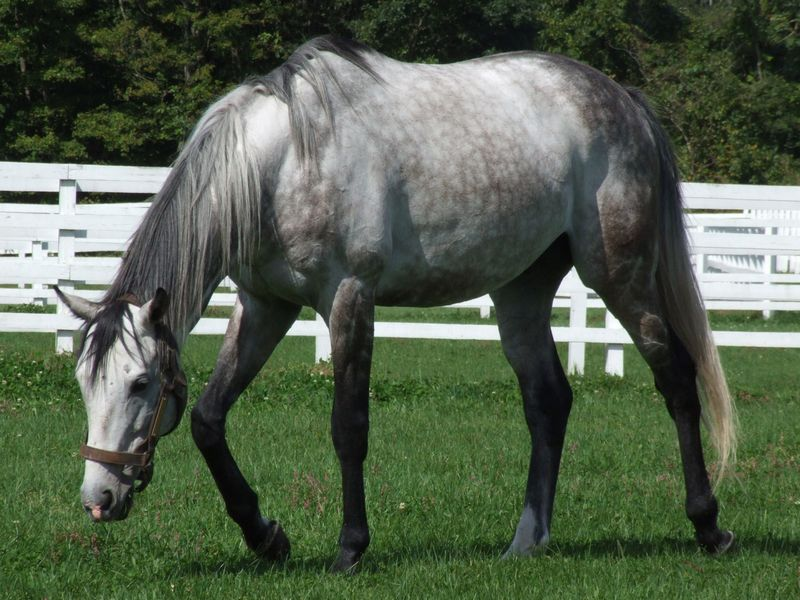
種牡馬時代のヒシミラクル（2006年9月21日撮影）

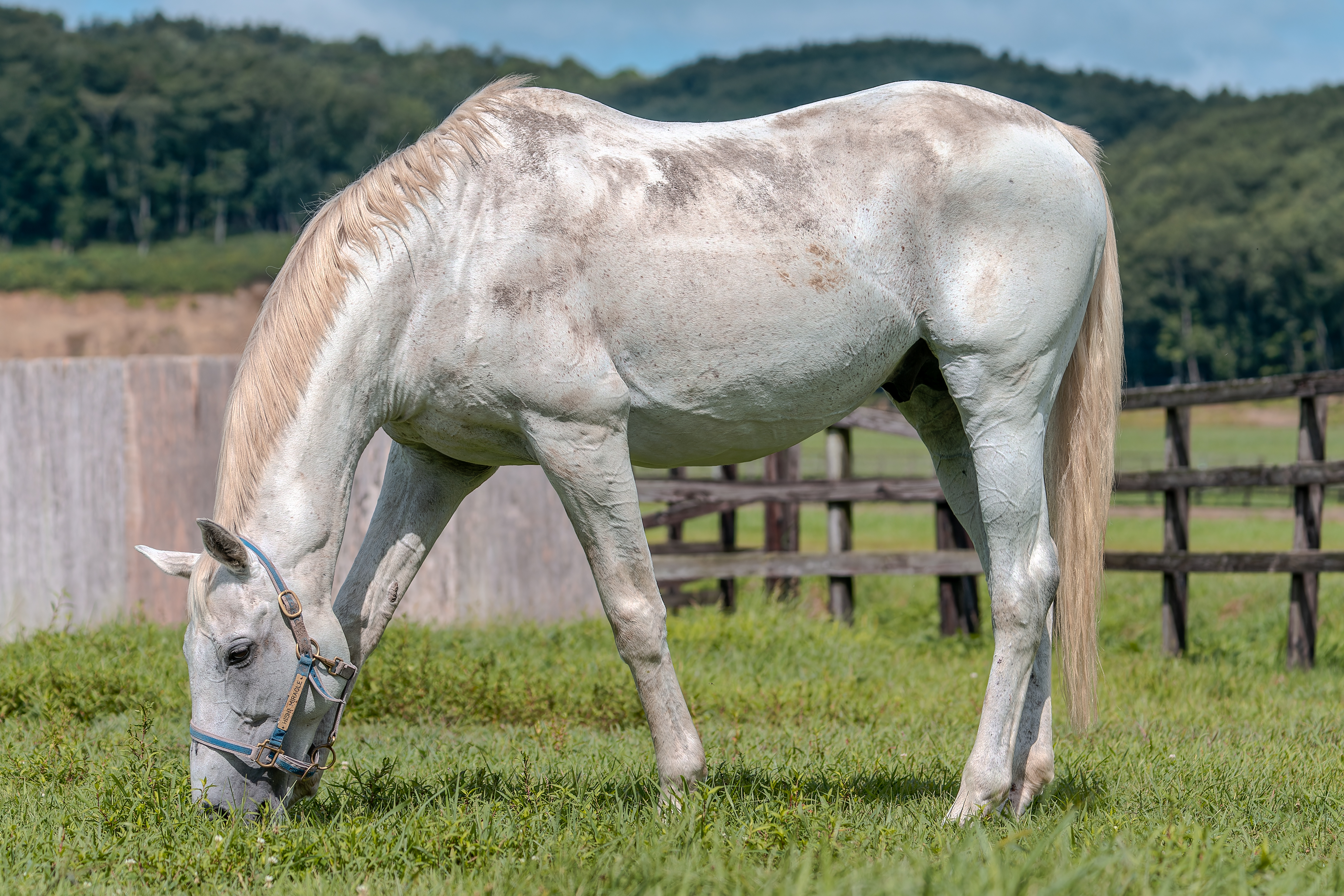
中村雅明牧場におけるヒシミラクル（2024年）

競走馬引退後、北海道静内郡静内町のレックススタッドで種牡馬となった。初年度は22頭の繁殖牝馬を集めて、10頭を生産。その後の4年は、8頭、8頭、12頭、1頭の繁殖牝馬と交配した。交配数が1頭に留まった2010年11月1日に、用途変更。種牡馬を引退した。その後はレックススタッドを退き、北海道浦河町の中村雅明牧場で余生を過ごしている。種牡馬引退後も去勢されることなく当て馬として働いている。5年間の種牡馬活動で、血統登録された頭数は30頭である。そのうち、2007年に交配し、2008年に産まれたヒシダイアナ（母父:ウェイヴァリングモナーク）は、中央競馬2戦、地方競馬28戦に出走。佐賀競馬所属時に佐賀重賞の花吹雪賞、飛燕賞を含む5勝を挙げた。

## 競走成績
以下の内容は、netkeiba.comおよびJBISサーチの情報に基づく。
| 競走日 |     |    | 競馬場 | 競走名           | 格       | 距離 （馬場） | 頭 数 | 枠 番 | 馬 番 | オッズ （人気） | 着順 | タイム （上り3F） | 着差 | 騎手      | 斤量 [kg] | 1着馬 （2着馬）        | 馬体重 [kg] |
| ------ | --- | -- | ------ | ---------------- | -------- | ------------- | ----- | ----- | ----- | --------------- | ---- | ----------------- | ---- | --------- | --------- | ---------------------- | ----------- |
| 2001.  | 8.  | 11 | 小倉   | 2歳新馬          |          | 芝1200m（良） | 13    | 7     | 11    | 58.4（09人）    | 07着 | 1.13.0 (37.2)     | -1.1 | 0角田晃一 | 53        | リバートレジャー       | 448         |
|        | 8.  | 25 | 小倉   | 2歳新馬          |          | 芝1200m（良） | 18    | 6     | 11    | 54.3（10人）    | 11着 | 1.12.3 (36.6)     | -2.0 | 0角田晃一 | 53        | マイネルプレーリー     | 448         |
|        | 9.  | 8  | 阪神   | 2歳未勝利        |          | 芝1200m（稍） | 12    | 7     | 9     | 81.2（09人）    | 08着 | 1.11.2 (34.9)     | -1.6 | 0角田晃一 | 53        | ヤマニンイデアル       | 454         |
|        | 9.  | 23 | 阪神   | 2歳未勝利        |          | 芝1200m（良） | 13    | 1     | 1     | 86.3（10人）    | 09着 | 1.12.1 (35.6)     | -1.3 | 0角田晃一 | 53        | セトノアケボノ         | 462         |
|        | 10. | 7  | 京都   | 2歳未勝利        |          | 芝2000m（良） | 8     | 8     | 8     | 11.4（06人）    | 05着 | 2.03.3 (36.6)     | -1.6 | 0角田晃一 | 53        | チトセサクセス         | 464         |
|        | 10. | 21 | 京都   | 2歳未勝利        |          | 芝1800m（良） | 15    | 3     | 4     | 45.0（10人）    | 02着 | 1.48.8 (36.8)     | -0.5 | 0角田晃一 | 53        | フジヤマワイルド       | 464         |
|        | 11. | 4  | 京都   | 2歳未勝利        |          | 芝1800m（稍） | 16    | 5     | 9     | 05.2（02人）    | 03着 | 1.49.7 (36.5)     | -0.3 | 0角田晃一 | 54        | ナムラサンクス         | 462         |
| 2002.  | 4.  | 20 | 京都   | 3歳未勝利        |          | 芝1800m（良） | 18    | 8     | 17    | 18.2（07人）    | 04着 | 1.48.5 (35.8)     | -0.8 | 0安田康彦 | 55        | ホシノササヤキ         | 466         |
|        | 5.  | 4  | 京都   | 3歳未勝利        |          | 芝1800m（良） | 18    | 2     | 3     | 05.1（02人）    | 06着 | 1.48.5 (35.7)     | -0.6 | 0安田康彦 | 55        | サフランブリザード     | 460         |
|        | 5.  | 26 | 中京   | 3歳未勝利        |          | 芝2000m（良） | 18    | 7     | 15    | 11.7（05人）    | 01着 | 2.00.5 (36.5)     | -0.5 | 0角田晃一 | 55        | （メイショウノビノビ） | 458         |
|        | 6.  | 8  | 中京   | ぶっぽうそう特別 | 500万下  | 芝2000m（良） | 15    | 8     | 15    | 03.8（01人）    | 02着 | 2.01.7 (36.2)     | -0.0 | 0角田晃一 | 55        | アクトナチュラリー     | 452         |
|        | 6.  | 22 | 阪神   | 売布特別         | 500万下  | 芝2200m（良） | 18    | 7     | 13    | 06.7（03人）    | 01着 | 2.12.6 (36.2)     | -0.8 | 0角田晃一 | 53        | （プローサム）         | 450         |
|        | 7.  | 20 | 新潟   | 佐渡特別         | 1000万下 | 芝2200m（良） | 9     | 5     | 5     | 02.2（01人）    | 03着 | 2.13.2 (34.6)     | -0.4 | 0角田晃一 | 54        | プレシャスソング       | 458         |
|        | 8.  | 4  | 函館   | 洞爺湖特別       | 1000万下 | 芝2000m（良） | 16    | 7     | 13    | 04.3（02人）    | 03着 | 2.04.5 (36.2)     | -0.2 | 0四位洋文 | 54        | プレジオ               | 446         |
|        | 9.  | 8  | 阪神   | 野分特別         | 1000万下 | 芝2000m（良） | 8     | 2     | 1     | 02.0（01人）    | 01着 | 2.02.0 (34.1)     | -0.1 | 0角田晃一 | 55        | （エルウェースター）   | 456         |
|        | 9.  | 22 | 阪神   | 神戸新聞杯       | GII      | 芝2000m（良） | 16    | 4     | 8     | 16.1（07人）    | 06着 | 2.00.4 (35.7)     | -1.3 | 0角田晃一 | 56        | シンボリクリスエス     | 456         |
|        | 10. | 20 | 京都   | 菊花賞           | GI       | 芝3000m（良） | 18    | 1     | 2     | 36.6（10人）    | 01着 | 3.05.9 (35.2)     | -0.0 | 0角田晃一 | 57        | （ファストタテヤマ）   | 460         |
|        | 12. | 22 | 中山   | 有馬記念         | GI       | 芝2500m（稍） | 14    | 3     | 3     | 18.5（05人）    | 11着 | 2.34.2 (35.6)     | -1.6 | 0角田晃一 | 55        | シンボリクリスエス     | 464         |
| 2003.  | 3.  | 23 | 阪神   | 阪神大賞典       | GII      | 芝3000m（良） | 15    | 4     | 7     | 16.1（05人）    | 12着 | 3.07.0 (35.3)     | -1.1 | 0角田晃一 | 58        | ダイタクバートラム     | 464         |
|        | 4.  | 6  | 阪神   | 産経大阪杯       | GII      | 芝2000m（良） | 15    | 4     | 6     | 28.8（08人）    | 07着 | 1.59.6 (35.0)     | -0.5 | 0角田晃一 | 59        | タガノマイバッハ       | 458         |
|        | 5.  | 4  | 京都   | 天皇賞（春）     | GI       | 芝3200m（良） | 18    | 6     | 11    | 16.1（07人）    | 01着 | 3.17.0 (35.6)     | -0.1 | 0角田晃一 | 58        | （サンライズジェガー） | 454         |
|        | 6.  | 29 | 阪神   | 宝塚記念         | GI       | 芝2200m（良） | 17    | 5     | 10    | 16.3（06人）    | 01着 | 2.12.0 (36.0)     | -0.0 | 0角田晃一 | 58        | （ツルマルボーイ）     | 454         |
|        | 10. | 12 | 京都   | 京都大賞典       | GII      | 芝2400m（良） | 9     | 8     | 9     | 02.5（02人）    | 02着 | 2.26.8 (34.1)     | -0.2 | 0角田晃一 | 59        | タップダンスシチー     | 454         |
| 2004.  | 10. | 31 | 東京   | 天皇賞（秋）     | GI       | 芝2000m（稍） | 17    | 7     | 14    | 19.8（10人）    | 16着 | 2.02.7 (37.8)     | -3.8 | 0角田晃一 | 58        | ゼンノロブロイ         | 454         |
|        | 11. | 28 | 東京   | ジャパンC        | GI       | 芝2400m（良） | 16    | 6     | 11    | 25.0（11人）    | 09着 | 2.25.6 (36.2)     | -1.4 | 0角田晃一 | 57        | ゼンノロブロイ         | 454         |
|        | 12. | 26 | 中山   | 有馬記念         | GI       | 芝2500m（良） | 15    | 6     | 11    | 13.1（06人）    | 14着 | 2.31.3 (37.1)     | -1.8 | 0角田晃一 | 57        | ゼンノロブロイ         | 456         |
| 2005.  | 2.  | 19 | 京都   | 京都記念         | GII      | 芝2200m（重） | 12    | 6     | 8     | 14.8（05人）    | 03着 | 2.16.1 (35.6)     | -0.4 | 0角田晃一 | 60        | ナリタセンチュリー     | 468         |
|        | 5.  | 1  | 京都   | 天皇賞（春）     | GI       | 芝3200m（良） | 18    | 4     | 8     | 06.0（03人）    | 16着 | 3.18.3 (36.3)     | -1.8 | 0角田晃一 | 58        | スズカマンボ           | 468         |

## 種牡馬成績
以下の内容は、JBISサーチの情報に基づく。
| 種付年度 | 種付頭数 | 生産頭数 | 血統登録頭数 | 出走頭数 | 勝馬頭数 | 重賞勝馬頭数 | AEI  | CPI  |
| -------- | -------- | -------- | ------------ | -------- | -------- | ------------ | ---- | ---- |
| 2006     | 22       | 10       | 10           | 10       | 6        | －           | 0.13 |      |
| 2007     | 8        | 6        | 6            | 6        | 4        | 1            | 0.34 |      |
| 2008     | 8        | 6        | 6            | 5        | 2        | －           | 0.07 |      |
| 2009     | 12       | 7        | 7            | 7        | 2        | －           | 0.55 |      |
| 2010     | 1        | 1        | 1            | 1        | 0        | －           | 0.14 |      |
| 合計     | 合計     | 合計     | 30           | 29       | 14       | 1            | 0.26 | 0.47 |

- 出走頭数、勝馬頭数、アーニングインデックス、コンパラブルインデックスは、平地競走に限る。

### 主な産駒
- ヒシダイアナ（花吹雪賞、飛燕賞）[41]

## エピソード

### 大塚牧場
大塚牧場は、1880年代から競走馬生産を行う老舗の牧場であり、これまで、第1回中山グランプリ（後の有馬記念）を勝利したメイヂヒカリや、1948年の優駿牝馬を勝利したヤシマヒメ、1969年の菊花賞を勝利したアカネテンリュウ、宝塚記念を勝利したエイトクラウン・ナオキ母仔、1990年の宝塚記念を勝利したオサイチジョージを生産。しかしオサイチジョージ以降、12年間GI級競走を勝利することができなかった。
ヒシミラクルの出現は、大塚牧場として、菊花賞勝利は、1969年アカネテンリュウ以来33年ぶり3勝目。天皇賞（春）勝利は、1956年メイヂヒカリ以来47年ぶり2勝目。宝塚記念勝利は、1990年オサイチジョージ以来12年ぶり4勝目であった。

### "ミラクル"おじさん
| コロガシ | 競走                     | 勝馬投票券購入対象 | 人気 | オッズ | 購入金額 | 払い戻し額      | 増分            |
| -------- | ------------------------ | ------------------ | ---- | ------ | -------- | --------------- | --------------- |
| 1        | NHKマイルカップ          | ウインクリューガー | 9    | 26.0倍 | 5万円    | 130万円         | 125万円         |
| 1        | 東京優駿（日本ダービー） | ネオユニヴァース   | 1    | 02.6倍 | 50万円   | 130万円         | 80万円          |
| 2        | 安田記念                 | アグネスデジタル   | 4    | 09.4倍 | 130万円  | 1222万円        | 1092万円        |
| 3        | 宝塚記念                 | ヒシミラクル       | 6    | 16.3倍 | 1222万円 | 1億9918万6000円 | 1億8696万6000円 |

宝塚記念前日の土曜日、シンボリクリスエスやネオユニヴァース等の対決に注目が集まる中、ヒシミラクルの単勝オッズが1.7倍の1番人気となっていた。これはその日の11時頃、ウインズ新橋を訪れたある男性が、安田記念の的中単勝式勝馬投票券130万円分の払い戻しを行い、得た1222万円を全額、宝塚記念のヒシミラクルの単勝式勝馬投票券購入に充てる「コロガシ」行為をやり遂げたためであった。その男性は目撃情報によれば「サラリーマン風の中年」であり、マスコミなどから「ヒシミラクルおじさん」「ミラクルおじさん」と呼称された。前日発売のオッズを確認したヒシミラクル騎乗の角田は「前日に単勝1番人気になった時は、えっ、なんで?と思った。（大口購入した人がいたという話は）レース前にチラッとは聞いていた」と振り返っている。レースが近づくにつれて馬券売り上げが増加し、ヒシミラクル支持、おじさんの大口投票の存在感が相対的に小さくなり、最終オッズは16.3倍の6番人気に落ち着いている。ただし複勝式は、大口投票の影響で単勝式複勝式の人気が食い違い、オッズに歪みが生じてしまった。単勝6番人気ヒシミラクルが6.4倍の8番人気に対し、例えば単勝8番人気ツルマルボーイは6.1倍の7番人気となってしまっていた。そしてレースが執り行われてヒシミラクルは優勝、男性の単勝式は1億9918万6000円に化け、宝塚記念の1着賞金1億3200万円よりも高い金額を手にすることとなった。
この「コロガシ」行為について、安田記念の購入金額130万円の出所の考察もなされ、NHKマイルカップのウインクリューガーの5万円的中、または東京優駿（日本ダービー）のネオユニヴァースの50万円的中ではないかというのが通説である。

### プール下手
2003年10月12日の京都大賞典後に、右前脚の繋靭帯炎が判明。10月23日から福島県いわき市のJRA競走馬総合研究所常磐支所に入所し、治療・リハビリテーションに入っていた。競走馬のリハビリテーション施設である常磐支所は、脚の負担が小さいプール調教を行っているが、ヒシミラクルは泳ぎが下手で、プールを全く進めなかった。通常泳ぎの下手な馬は、ムチで前進を促すが、ヒシミラクルには通用しなかった。そこで頭の後ろで空き缶を鳴らしたり、棒で水面を叩いたりする工夫がなされたが、それでも前進は難航したという。『優駿』編集部が取り上げたある一日では、通常の馬が34、35秒、上手い馬が20秒台で走るコースを、ヒシミラクルは48秒かかっていた。

## 血統表
| ヒシミラクルの血統                         | ヒシミラクルの血統                              | ヒシミラクルの血統               | （血統表の出典）        | （血統表の出典） |
| 父系                                       | ファイントップ系                                | ファイントップ系                 | ファイントップ系        | [ § 2 ]          |
| 父 サッカーボーイ 1985 栃栗毛 北海道白老町 | 父の父*ディクタス Dictus 1967 栗毛              | Sanctus                          | Fine Top                | Fine Top         |
| 父 サッカーボーイ 1985 栃栗毛 北海道白老町 | 父の父*ディクタス Dictus 1967 栗毛              | Sanctus                          | Sanelta                 |                  |
| 父 サッカーボーイ 1985 栃栗毛 北海道白老町 | 父の父*ディクタス Dictus 1967 栗毛              | Doronic                          | Worden                  | Worden           |
| 父 サッカーボーイ 1985 栃栗毛 北海道白老町 | 父の父*ディクタス Dictus 1967 栗毛              | Doronic                          | Dulzetta                |                  |
| 父 サッカーボーイ 1985 栃栗毛 北海道白老町 | 父の母ダイナサッシュ 1979 鹿毛                  | *ノーザンテースト Northern Taste | Northern Dancer         | Northern Dancer  |
| 父 サッカーボーイ 1985 栃栗毛 北海道白老町 | 父の母ダイナサッシュ 1979 鹿毛                  | *ノーザンテースト Northern Taste | Lady Victoria           |                  |
| 父 サッカーボーイ 1985 栃栗毛 北海道白老町 | 父の母ダイナサッシュ 1979 鹿毛                  | *ロイヤルサッシュ Royal Sash     | Princely Gift           | Princely Gift    |
| 父 サッカーボーイ 1985 栃栗毛 北海道白老町 | 父の母ダイナサッシュ 1979 鹿毛                  | *ロイヤルサッシュ Royal Sash     | Sash of Honour          |                  |
| 母 シュンサクヨシコ 1992 芦毛 北海道三石町 | 母の父*シェイディハイツ Shady Heights 1984 鹿毛 | Shirley Heights                  | Mill Reef               | Mill Reef        |
| 母 シュンサクヨシコ 1992 芦毛 北海道三石町 | 母の父*シェイディハイツ Shady Heights 1984 鹿毛 | Shirley Heights                  | Hardiemma               |                  |
| 母 シュンサクヨシコ 1992 芦毛 北海道三石町 | 母の父*シェイディハイツ Shady Heights 1984 鹿毛 | Vaguely                          | Bold Lad                | Bold Lad         |
| 母 シュンサクヨシコ 1992 芦毛 北海道三石町 | 母の父*シェイディハイツ Shady Heights 1984 鹿毛 | Vaguely                          | Vaguely Mine            |                  |
| 母 シュンサクヨシコ 1992 芦毛 北海道三石町 | 母の母シュンサクレディ 1979 芦毛                | *ラナーク                        | Grey Sovereigh          | Grey Sovereigh   |
| 母 シュンサクヨシコ 1992 芦毛 北海道三石町 | 母の母シュンサクレディ 1979 芦毛                | *ラナーク                        | Vermillion o'Toole      |                  |
| 母 シュンサクヨシコ 1992 芦毛 北海道三石町 | 母の母シュンサクレディ 1979 芦毛                | ムーンフィニックス               | *フィダルゴ             | *フィダルゴ      |
| 母 シュンサクヨシコ 1992 芦毛 北海道三石町 | 母の母シュンサクレディ 1979 芦毛                | ムーンフィニックス               | ミチアサ                |                  |
| 母系(F-No.)                                | ヘレンサーフ系(FN:16-c)                         | ヘレンサーフ系(FN:16-c)          | ヘレンサーフ系(FN:16-c) | [ § 3 ]          |
| 5代内の近親交配                            | Nasrullah5×5                                    | Nasrullah5×5                     | Nasrullah5×5            | [ § 4 ]          |
| 出典                                       | 1. 2. 3. 4.                                     | 1. 2. 3. 4.                      | 1. 2. 3. 4.             | 1. 2. 3. 4.      |

### 血統背景
父のサッカーボーイは、長距離を得意とする産駒を輩出している。母シュンサクヨシコは3戦未勝利だが、兄にエプソムカップで2着のダイワジェームスがいる。牝系先祖のミチアサは菊花賞馬アカネテンリュウの母。7代前まで内国産という日本土着牝系である。